# マレー連合州

マレー連合州
Federated Malay States (英語)
Negeri-Negeri Melayu Bersekutu (マラヤーラム語)

1922年のマレー連合州の地図（黄色）

マレー連合州（マレーれんごうしゅう、英語: Federated Malay States）は、現在のイギリス政府によって設立されたイギリスの保護領である。

## 解説
1895年にマレー半島の4州であるセランゴール州、ペラ州、ヌグリ・スンビラン州、パハン州の連合体として設立された。
1942年から1945年までの大日本帝国による占領時期を経て、行政を簡素化する為にマラヤ連合が新たに発足した。

## 参考資料
- Harrison, Cuthbert Woodville. An Illustrated Guide to the Federated Malay States. 1923
- George Palmer Putnam Collection of Amelia Earhart Papers © Purdue University
- Benfield, H. Conway. Handbook of The Federated Malay States sabrizain.org Retrieved 23 January 2018.

座標: 北緯3度09分35秒 東経101度42分00秒 / 北緯3.1597度 東経101.7000度